# Pellionia japonica
Pellionia japonica är en nässelväxtart som först beskrevs av Hugh Algernon Weddell, och fick sitt nu gällande namn av Hatusima. Pellionia japonica ingår i släktet Pellionia och familjen nässelväxter. Utöver nominatformen finns också underarten P. j. majus.